# Jeziory (województwo lubuskie)
Jeziory (niem. Jehser) – wieś w Polsce położona w województwie lubuskim, w powiecie świebodzińskim, w gminie Świebodzin.
W latach 1975–1998 miejscowość administracyjnie należała do województwa zielonogórskiego.

## Historia
Pierwsza wzmianka o wsi pochodzi z 1427 roku, jednak uznawana jest za falsyfikat. Pierwsza potwierdzona wzmianka pochodzi z 1492 roku i dotyczy sprawy unieważnienia małżeństwa niejakiego Bartłomieja z Jezior. Wieś należała do rodu Schlichting. W XVII i XVIII wieku we wsi istniał browar, który z czasem został przejęty przez wspólnotę browarniczą z pobliskiego Świebodzina. Pod koniec XIX wieku, we wsi odnaleziono zasoby węgla brunatnego, jednak wielkość złoża okazała się nieopłacalna dla rozpoczęcia wydobycia.